# Cédric Lyard

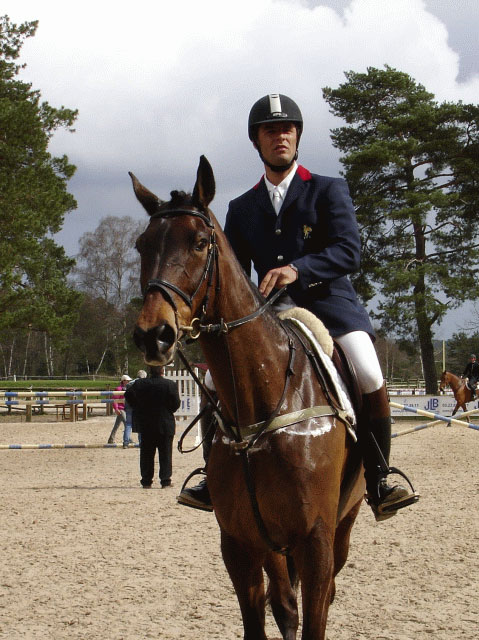
Cédric Lyard auf Fine Merveille (2005)

Cédric Lyard (* 22. Januar 1972 in Grenoble) ist ein französischer Vielseitigkeitsreiter, Olympiasieger und Ritter der Ehrenlegion.
Als 7-Jähriger begann Lyard zu reiten, seine ersten Wettkämpfe bestritt er im Alter von 13 Jahren. Seine erste Teilnahme im Ausland waren 1997 die Badminton Horse Trials. Bei den Weltreiterspielen 2002 in Jerez de la Frontera gewann er mit dem Team die Silbermedaille.
Lyards größter Erfolg ist der Gewinn der Team-Goldmedaille bei den Olympischen Spielen 2004 in Athen. Die Franzosen waren zunächst Zweite geworden, doch das deutsche Team wurde nachträglich auf den vierten Platz zurückgesetzt, da Bettina Hoy beim Springreiten die Zeitmessung zu früh ausgelöst hatte. Der Internationale Sportgerichtshof bestätigte die Entscheidung der Jury.
Sein Pferd Fine de Merveille, mit dem er alle seine bisherigen Erfolge gefeiert hatte, starb im Juli 2005 an Herzversagen. Auf Jolly Hope de Treille wurde er Fünfter bei der Europameisterschaft in Pratoni del Vivaro 2007. Zwei Jahre später war er bei den Europameisterschaften in Fontainebleau Teil der französischen Mannschaft (Einzelwertung: 16. Platz mit Jessy Mail). Nach mehreren Jahren Unterbrechung folgte seine nächste Championatteilnahme ebenso in Frankreich: Bei den Weltreiterspielen 2014 war er als Einzelreiter am Start und kam mit Cadeau du Roi auf Platz 30.
Ebenso Einzelreiter war Lyard bei den Europameisterschaften 2017, als er in Strzegom mit Qatar du Puech Rouget auf den 45. Rang kam. Gut zwei Monate später erreichten beide den dritten Platz des CCI 4* Pau.